# Мендоса, Вероника
Вероника Фанни Мендоса Фриш (исп. Verónika Fanny Mendoza Frisch); род. 9 декабря 1980, Куско) — перуанский левый политик, кандидат в президенты Перу на выборах 2016 и 2021 года.

## Биография
Родилась 8 декабря 1980 год в городе Куско, там же окончила начальную, а затем и среднюю школу. В дальнейшем обучалась в университетах Европы. Имеет дипломы университета Париж-Дидро (факультет гуманитарных клинических наук; специалист в области психологии), Новой Сорбонны (магистр социальных наук) и мадридского Национального университета дистанционного образования (магистр испанского как второго языка).
Политическую деятельность начала в 2006 году в качестве активиста Перуанской националистической партии. С 2007 по 2012 год занимала в партии должности координатора международного комитета, пресс-секретаря молодёжной организации и комиссии по делам женщин. В 2011 году была избрана депутатом Конгресса от левой коалиции «Перу выигрывает» сроком на 5 лет.
В 2016 году была выдвинута кандидатом в президенты Перу от коалиции левых партий «Широкий фронт». В первом туре президентских выборов набрала 18,74 процента голосов и заняла третье место, выбыв из президентской гонки. Перед вторым туром выборов призвала перуанцев голосовать за Педро Пабло Кучински, несмотря на несогласие с его политическими взглядами. Целью данного заявления стало помешать приходу к власти дочери осуждённого за коррупцию и преступления против человечности Альберто Фухимори — Кейко Фухимори, с которой Мендоса связала расцвет коррупции в стране и незаконного оборота наркотиков. По итогам второго тура выборов Кучински одержал победу с минимальным перевесом, хотя в первом туре отстал от Фухимори более, чем на 18 процентов голосов.
С декабря 2017 года возглавила движение «Новое Перу».
Перед всеобщими выборами 2021 года выдвинулась в качестве кандидата в президенты от «Нового Перу» и коалиции четырёх левых и левоцентристских партий «Вместе за Перу».
Считается левоцентристским политиком, выступает за новую конституцию Перу, диверсифицирующую её экономику от того, что, в первую очередь, связано с добычей полезных ископаемых, за укрепление прав женщин, ЛГБТ и коренных народов, обеспечение свободного доступа к водным ресурсам и усиление защиты окружающей среды. Указывает, что тысячи рабочих не имеют медицинской страховки, здравоохранение заброшено, на него выделяется только 2,3 % ВВП, что ниже среднего показателя по Латинской Америке, который составляет 4 % и намного ниже 6 %, рекомендованных ВОЗ.
В предвыборных интервью заявляет, что хочет укрепить суверенитет Перу и отойти от «неформальной экономики», заявляя, что в такой экономике «личные интересы по понятным причинам важнее отношений с соседями, коллегами», и что она «также является благодатной почвой для неолибералов». Декларирует, что в конечном итоге приоритетом её правительства будет сначала «оживить экономику», затем материализовать налоговую реформу, которая гарантирует «налог на большие состояния», а затем произвести «производственную революцию», чтобы нарастить производство и лучше распределять богатства.
При этом она критикует традиционные левые силы, заявляя, что «левые не смогли создать жизнеспособный политический проект, который включал бы всех в равной степени, без дискриминации». Резко критикует партизанскую организацию Sendero Luminoso, которая, по её словам, нанесла «огромный ущерб» стране. Обсуждая политические процессы находящихся у власти левых в Боливии Эво Моралеса и Чили, утверждает, что Перу нужен «собственный путь». Её движение также дистанцировалось от политики Уго Чавеса и Николаса Мадуро в Венесуэле, охарактеризовав их администрацию как «каудильизм» и антидемократию. Призывает к защите прав человека в Венесуэле, осуждая действия правительства Мадуро, не поддерживая при этом Хуана Гуайдо. Призывает к новому левому движению в Латинской Америке, которое предусматривает активную роль частных инвестиций.
На выборах заняла 6-е место, получив 1.132.577 голосов (7,86 %). 22 апреля 2021 года она вместе с партией решила поддержать кандидатуру Педро Кастильо в президенты во втором туре. Она заявила, что его победа в 1-м туре «выражает волю к переменам, которые могут сделать жизнеспособным демократическое и народное решение кризиса, закрывая путь к авторитарному и коррумпированному варианту, который представляет Фухимори».
Муж — известный в Перу композитор и музыкант Хорхе Мильонес.